# ريتشارد غرين (لاعب كرة قدم)
ريتشارد غرين (بالإنجليزية: Richard Green)‏ (13 أغسطس 1949 بليما في بيرو - ) هو لاعب كرة قدم أمريكي في مركزي الوسط والدفاع. شارك مع منتخب الولايات المتحدة لكرة القدم. أما مع النوادي، فقد لعب مع Chicago Cats ‏ وشيكاغو ستينغ وOctavio Espinosa de Ica ‏ وUkrainian Lions ‏.